# Вінілювання
Вінілюва́ння (рос. винилирование, англ. vinylation) — уведення вінільної групи в молекулу шляхом заміщення атома Н в субстраті при дії гетерозаміщених етилену або шляхом приєднання до ацетилену сполук, що містять активний атом Н (реакція  Реппе), або за допомогою приєднання реагенту Нормана до карбонільних зв'язків (реакція Нормана) чи до епоксидів. При цьому можуть бути утворені зв'язки вінільної групи як з атомом C, такі з різними гетероатомами (О, N, Si тощо).
RCOO–H + HC≡CH → RCOO–CH=CH2
Cl3Ge–Cl + (CH2=CH)2Hg → Cl3Ge–CH=CH2
>C=O + CH2=CH–MgX → >C(OH)CH=CH2